# Mühlbachtal (Waldshut)
Das Mühlbachtal ist ein Naturschutzgebiet  bei Albbruck im Landkreis Waldshut.

## Lage
Das Mühlbachtal in der Schlucht des Mühlbachs zwischen Hochsal und Schachen ist mit der Nr. 3.260 und 84,9 ha Fläche seit dem 13. Oktober 2001 als Naturschutzgebiet ausgewiesen. Es umfasst abwärtige Tal- und Hangbereiche der hier dicht beieinander zusammentreffenden drei Oberläufe Riehbach-, Haubach- und Hagenmattbächle, das obere Tal des daraus entstehenden Mühlbachs, der auch nach der Vereinigung noch Riehbach genannt wird und bald in den Hochrhein mündet, sowie einen Teil einer linken Nebentalmulde von Schachen her.

## Schutzzweck
Wesentlicher Schutzzweck ist die Erhaltung und Entwicklung des Gebiets
- als ein für den Südschwarzwald repräsentatives Schluchttal zum Hochrhein mit schützenswerten Grünlandgesellschaften, Gebüschen, Hecken, Wäldern und Bachläufen;
- als Lebensraum für eine Vielzahl seltener und teils stark gefährdeter Tier- und Pflanzenarten;
- als extensiv genutztes Bachtal mit Feuchtwiesen und Flachmooren, deren Offenhaltung und Verbindung gesichert werden soll.

Das Bündel südschwarzwaldtypische Klingentäler mit Bachläufen, Feuchtwiesen und Flachmooren, Wald und den Fluranteil gliedernden Hecken und Büschen wird nur extensiv bewirtschaftet und ist die Heimat seltener, teils gefährdeter Arten der Tier- und Pflanzenwelt.
Ein Naturlehrpfad ist auf einer Strecke von 1,5 km eingerichtet.